# Harry Meyen
Harry Meyen (n. 31 august 1924, Hamburg, Republica de la Weimar – d. 15 aprilie 1979, Hamburg, RFG) a fost un actor german.  A apărut în peste 40 de filme și producții de televiziune între 1948 și 1975. În anii 1960 a lucrat și ca regizor de teatru în RFG.

## Filmografie
- Nora's Ark (1948) - Peter Stoll
- K – Das Haus des Schweigens (1951) - Roger
- The Sergeant's Daughter (1952) - Leutnant Robert Kroldt
- Alraune (1952) - Count Geroldingen
- We're Dancing on the Rainbow (1952) - Grigory
- Beloved Life (1953) - Jürgen von Bolin
- Regina Amstetten (1954) - Jürgen von Bredow
- Der treue Husar (1954) - Fred Wacker
- The Telephone Operator (1954) - Curt Cramer
- Des Teufels General (1955) - Leutnant Hartmann
- Miracle Mile (1956) - Philip Ardent
- Meine 16 Söhne (1956)
- Night of Decision (1956)
- Junger Mann, der alles kann (1957) - Hubert Rombach, Kunsthändler
- Scandal in Bad Ischl (1957) - Dr. Balsam, Assistenzarzt
- Escape from Sahara (1958) - Jean de Maire
- Petersburger Nächte (1958)
- Iron Gustav (1958) - Assessor
- Freddy, the Guitar and the Sea (1959) - Lothar Brückner
- Old Heidelberg (1959) - Graf Detlev v. Asterberg
- The High Life (1960) - Heinrich
- Sweetheart of the Gods (1960) - Volker Hellberg
- Storm in a Water Glass (1960) - George
- A Woman for Life (1960) - Leutnant Karl Degenhardt
- Lebensborn (1961) - Hauptsturmführer Dr. Hagen
- Mörderspiel (1961) - Klaus Troger
- Doctor Sibelius (1962) - Dr. Möllendorf
- Redhead (1962) - Herbert Lucas
- Enough Rope (1963) - Tony
- The Curse of the Hidden Vault (1964) - Inspector Angel
- Is Paris Burning? (1966) - Lieutenant von Arnim
- Eddie Chapman agent secret (1966) - Lieutenant Keller
- Endspurt (regia Harry Meyen, 1970, TV film) - Sam Kinsale
- Derrick: Kamillas junger Freund (1975, TV) - Dr. Hauffe
- Derrick: Mord im TEE 91 (1977, TV) - Harris